# Сергеєвка (Калінінський район)
Сергеєвка (рос. Сергеевка) — присілок в Калінінському районі Тверської області Російської Федерації.
Населення становить 15 осіб. Входить до складу муніципального утворення Каблуковське сільське поселення.

## Історія
Від 2005 року входить до складу муніципального утворення Каблуковське сільське поселення.

## Населення
| 2010 |
| ---- |
| 15   |